# جون إف. بينتون
جون إف. بينتون (بالإنجليزية: John F. Benton)‏ هو مؤرخ أمريكي، ولد في 15 يوليو 1931 في فيلادلفيا في الولايات المتحدة، وتوفي في 25 فبراير 1988 في باسادينا في الولايات المتحدة.